# 輝く月のように/The Bird Without Wings
「輝く月のように/The Bird Without Wings」（かがやくつきのように／ザ・バード・ウィズアウト・ウィングス）は、2012年8月15日に発売されたSuperflyのシングル。

## 解説
トータス松本とのコラボレーション・シングル「STARS」から3週間の短期間でリリースされ、Superfly単独名義としては「愛をくらえ」以来10ヶ月ぶりとなる通算15作目のシングル。「Beep!!/Sunshine Sunshine」以来4作品ぶり通算3作目となる両A面シングルで、2012年9月19日発売の4thオリジナルアルバム『Force』の先行シングルとなる。初回生産限定盤には、2012年4月4日に配信されたスタジオライブ『Superfly TV』の内容を収録したDVDが付属。
「輝く月のように」は、TBS系テレビドラマ『サマーレスキュー〜天空の診療所〜』主題歌で、「再生」をテーマとしたバラードナンバー。TBS系列のテレビドラマ主題歌にSuperflyの楽曲が使われるのは、「愛をこめて花束を」（ドラマ『エジソンの母』主題歌）以来4年半ぶりとなる。一方の「The Bird Without Wings」は映画『闇金ウシジマくん』主題歌で、「不安に立ち向かう」をテーマとして葛藤と決意を歌った楽曲となっている。
両曲共にミュージック・ビデオが制作されている。「輝く月のように」はアルバム『Force』のローソン限定盤付属のDVDに収録されている。
「The Bird Without Wings」は製品化されていなかったが、Superfly BESTにて初収録された。

## 収録曲
全曲、作曲＆Basic Arrangement：多保孝一、 編曲：蔦谷好位置
1. 輝く月のように (5:29)
  - 作詞：越智志帆、jam

TBS系テレビドラマ『サマーレスキュー〜天空の診療所〜』主題歌。
2. The Bird Without Wings (5:05)
  - 作詞：越智志帆

SDP配給映画『闇金ウシジマくん』主題歌。
3. 28 (4:12)
  - 作詞：越智志帆

タイトルの読みは「にじゅうはち」で、28歳の心境を書いた曲。

DVD（初回限定生産盤のみ）
- Superfly TV (Studio Live)
  1. ハロー・ハロー
  2. さすらいの旅人
  3. 平成ホモサピエンス
  4. 愛をこめて花束を

## 収録アルバム
輝く月のように
- 『Force』（#4）
- 『Superfly BEST』（#11・Disc 2）
- 『Superfly 10th Anniversary Greatest Hits “LOVE, PEACE & FIRE”』（#2・Disc 1）

The Bird Without Wings
- 『Force』（#10）
- 『Superfly BEST』（#12・Disc 2）
- 『Superfly 10th Anniversary Greatest Hits “LOVE, PEACE & FIRE”』（#12・Disc 2）
- 『Good-bye』（#7）

28
- 『黒い雫 & Coupling Songs: 'Side B'』（#10・Disc 2）